# Antonio Tiberi
Antonio Tiberi (* 24. Juni 2001 in Frosinone) ist ein italienischer Radrennfahrer.

## Sportlicher Werdegang
In seinem ersten Jahr als Junior gewann Tiberi die Nachwuchswertung des Course de la Paix Juniors sowie die Bronzemedaille im Einzelzeitfahren bei den Europameisterschaften 2018. In seinem Zweiten Jahr entschied er zwei Etappen des Course de la Paix Juniors für sich. Bei den UCI-Straßen-Weltmeisterschaften 2019 wurde er Junioren-Weltmeister in Einzelzeitfahren.
Nach dem Wechsel in die U23 wurde Tiberi 2020 zunächst Mitglied im UCI Continental Team Colpack Ballan und gewann für das Team die Trofeo Città di San Vendemiano. Bereits zum Saisonende 2020 erhielt Tiberi die Möglichkeit, als Stagaire für das UCI WorldTeam Trek-Segafredo zu fahren. Zur Saison 2021 wurde er festes Teammitglied bei Trek-Segafredo. Bei der UAE Tour 2021 stürzte er spektakulär auf der Zielgeraden des Einzelzeitfahren, als er ohne erkennbaren Grund die Kontrolle über sein Rad verlor. Den ersten Sieg für Trek-Segafredo erzielte er bei der Ungarn-Rundfahrt 2022, als er die Königsetappe für sich entscheiden konnte.
Außerhalb des Radsports kam Tiberi in die Schlagzeilen, als er im Juni 2022 in seiner Wahlheimat San Marino beim Ausprobieren eines neu gekauften Luftgewehrs eine Katze erschoss und dafür zu einer Geldstrafe verurteilt wurde. Hierauf wurde er von seinem Team für zunächst 20 Tage suspendiert. Im April 2023 wurde bekannt, dass der Vertrag zwischen Trek-Segafredo und Tiberi mit sofortiger Wirkung aufgelöst wurde. Zum 1. Juni 2023 erhielt Tiberi einen Vertrag beim Team Bahrain Victorious, das dem Fahrer nach dem Vorfall eine neue Chance gab.
Im Jahr 2024 wurde Tiberi zunächst Achter der Katalonien-Rundfahrt und Dritter der Tour of the Alps, bei der er sich die Nachwuchswertung sicherte. Beim Giro d’Italia übernahm er auf der 11. Etappe die Führung in der Nachwuchswertung, da der bis dahin führende Cian Uijtdebroeks die Rundfahrt krankheitsbedingt verließ. Auf den nachfolgenden Etappen verteidigte Tiberi das Weiße Trikot und belegte schlussendlich den fünften Rang in der Gesamtwertung. Im August ging Tiberi bei der Vuelta a Espana, gab die Rundfahrt jedoch im Weißen Trikot des besten Nachwuchsfahrers auf der 9. Etappe auf. Im September sicherte er sich bei der Luxemburg-Rundfahrt seinen ersten Gesamtsieg bei einer Rundfahrt.
In der Saison 2025 wurde Antonio Tiberi Gesamtdritter von Tirreno–Adriatico, ehe er die Tour of the Alps krankheitsbedingt aufgab. Beim Giro d’Italia lag er der 13. Etappe auf dem dritten Gesamtrang, ehe er aufgrund eines Sturzes viel Zeit auf dem 14. Abschnitt einbüßte. Auf der 17. Etappe brach er schließlich ein und beendete die Italien-Rundfahrt auf dem 17. Gesamtrang. In Vorbereitung auf die Vuelta a España belegte er den zweiten Gesamtrang bei der Polen-Rundfahrt.

## Erfolge
2018
- Nachwuchswertung Course de la Paix Juniors
- Europameister (Junioren) – Einzelzeitfahren

2019
- Trofeo GD Dorigo MO Biemmereti MO Ettore e Cristiano Floriani MO Emilio Mazzero (Junioren)
- zwei Etappen Course de la Paix Juniors
- Bergwertung Giro della Lunigiana
- Weltmeister (Junioren) – Einzelzeitfahren

2020
- Trofeo Città di San Vendemiano

2022
- eine Etappe Ungarn-Rundfahrt

2024
- Nachwuchswertung Tour of the Alps
- Nachwuchswertung Giro d’Italia
- Gesamtwertung und Nachwuchswertung Luxemburg-Rundfahrt

## Grand Tour-Platzierungen
| Grand Tour            | 2022 | 2023 | 2024 | 2025 |
| --------------------- | ---- | ---- | ---- | ---- |
| Giro d’ItaliaGiro     | –    | –    | 5    | 17   |
| Tour de FranceTour    | –    | –    | –    | –    |
| Vuelta a EspañaVuelta | 92   | 18   | DNF  |      |